# Antoni Roman
Antoni Roman (ur. 10 września 1892 w Warszawie, zm. 28 kwietnia 1951 tamże) – polski działacz państwowy, dyplomata, minister przemysłu i handlu w rządzie Felicjana Sławoja Składkowskiego, senator V kadencji w II RP, wolnomularz.

## Życiorys

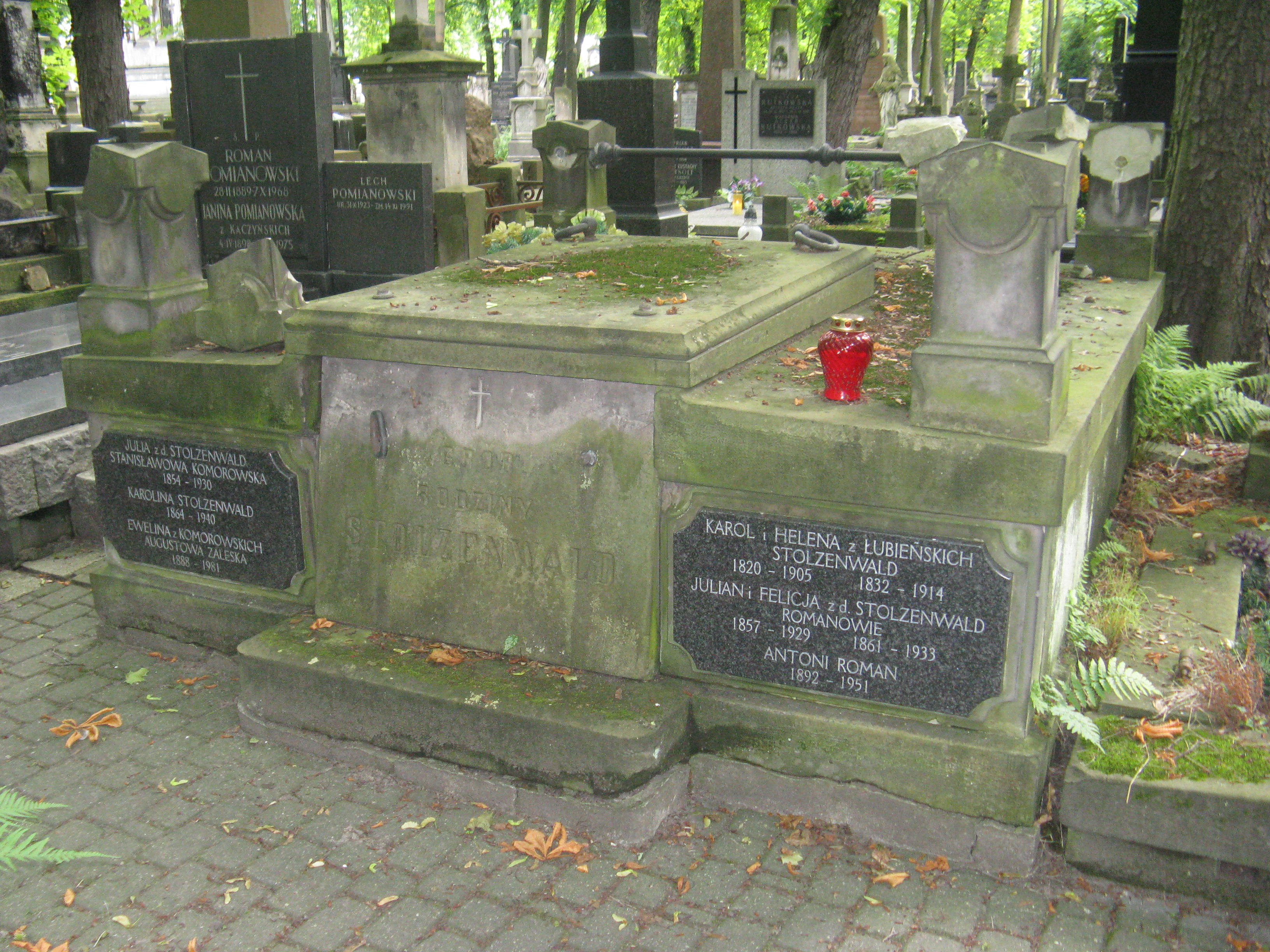
Grób Antoniego Romana na cmentarzu Powązkowskim przed renowacją

Był synem Juliana (inżyniera) i Felicji ze Stolzenwaldów. Uczęszczał do gimnazjum gen. Pawła Chrzanowskiego w Warszawie, maturę zdał w gimnazjum rosyjskim na Pradze (1910). Rozpoczął studia na politechnice w Berlinie, ale naukę przerwał wybuch I wojny światowej. W 1915 osiadł w Petersburgu i pracował jako urzędnik oraz działał w Stowarzyszeniu Przemysłowców i Kupców Polskich w Rosji; w 1918 powrócił do Warszawy. Został referentem w Ministerstwie Przemysłu i Handlu, w 1919 przeszedł do pracy w Ministerstwie Spraw Zagranicznych; był sekretarzem konsularnym i wicekonsulem w Nowym Jorku, w 1922 brał udział w konferencji międzynarodowej w Genui. W latach 1922–1926 studiował na Wydziale Prawno-Ekonomicznym Uniwersytetu Poznańskiego. Przez trzy miesiące 1923 pracował w Ministerstwie Pracy i Opieki Społecznej, następnie powrócił do resortu spraw zagranicznych; pełnił funkcję attaché emigracyjnego w Komisariacie Generalnym RP w Wolnym Mieście Gdańsku. W 1927 opublikował broszurę Ustrój polityczny Wolnego Miasta Gdańska.
W 1927 ponownie został urzędnikiem MSZ w Warszawie, pracował w gabinecie ministra, był naczelnikiem wydziału oraz radcą ekonomicznym. Uczestniczył w wielu rokowaniach dyplomatycznych. Dodatkowo prowadził zajęcia z ekonomii politycznej w Szkole Nauk Politycznych w Warszawie (kolejno asystent i profesor), w Instytucie Studiów Handlowych i Orientalistycznych, a także na lwowskim Uniwersytecie Jana Kazimierza (1932–1934), wykładał przedmiot „międzynarodowe układy gospodarcze”). W 1933 został członkiem Tymczasowego Komitetu Doradczo-Naukowego. W latach 1934–1936 był posłem nadzwyczajnym i ministrem pełnomocnym RP w Sztokholmie. Na początku maja 1936 został powołany na wniosek Józefa Becka na stanowisko podsekretarza stanu w Ministerstwie Spraw Zagranicznych, ale nie zdążył objąć nowych obowiązków, gdyż 15 maja otrzymał tekę przemysłu i handlu w gabinecie Felicjana Sławoja Składkowskiego. Pełnił funkcję do 30 września 1939, zasiadając dodatkowo od 1938 w Senacie RP z nominacji prezydenta Ignacego Mościckiego. W wystąpieniach, m.in. na posiedzeniach Komisji Budżetowej Sejmu i Senatu, dawał wyraz swojej sympatii dla drobnej wytwórczości. W maju 1939 otwierał polski pawilon na Wystawie Światowej w Nowym Jorku.
Okres wojny spędził w Rumunii, towarzysząc ministrowi Józefowi Beckowi. Po wojnie powrócił do Polski i zgłosił się do pracy w Ministerstwie Przemysłu i Handlu, był doradcą w tym resorcie, później w Ministerstwie Handlu Zagranicznego. W ostatnich latach życia chorował na cukrzycę.
Zmarł w Warszawie i został pochowany na cmentarzu Powązkowskim w Warszawie (kwatera 30-4-13,14). W 2022 z inicjatywy premiera Mateusza Morawieckiego grobowiec Antoniego Romana został odnowiony. Cały projekt był realizowany przez Fundację Stare Powązki we współpracy z Kancelarią Prezesa Rady Ministrów.

## Życie prywatne

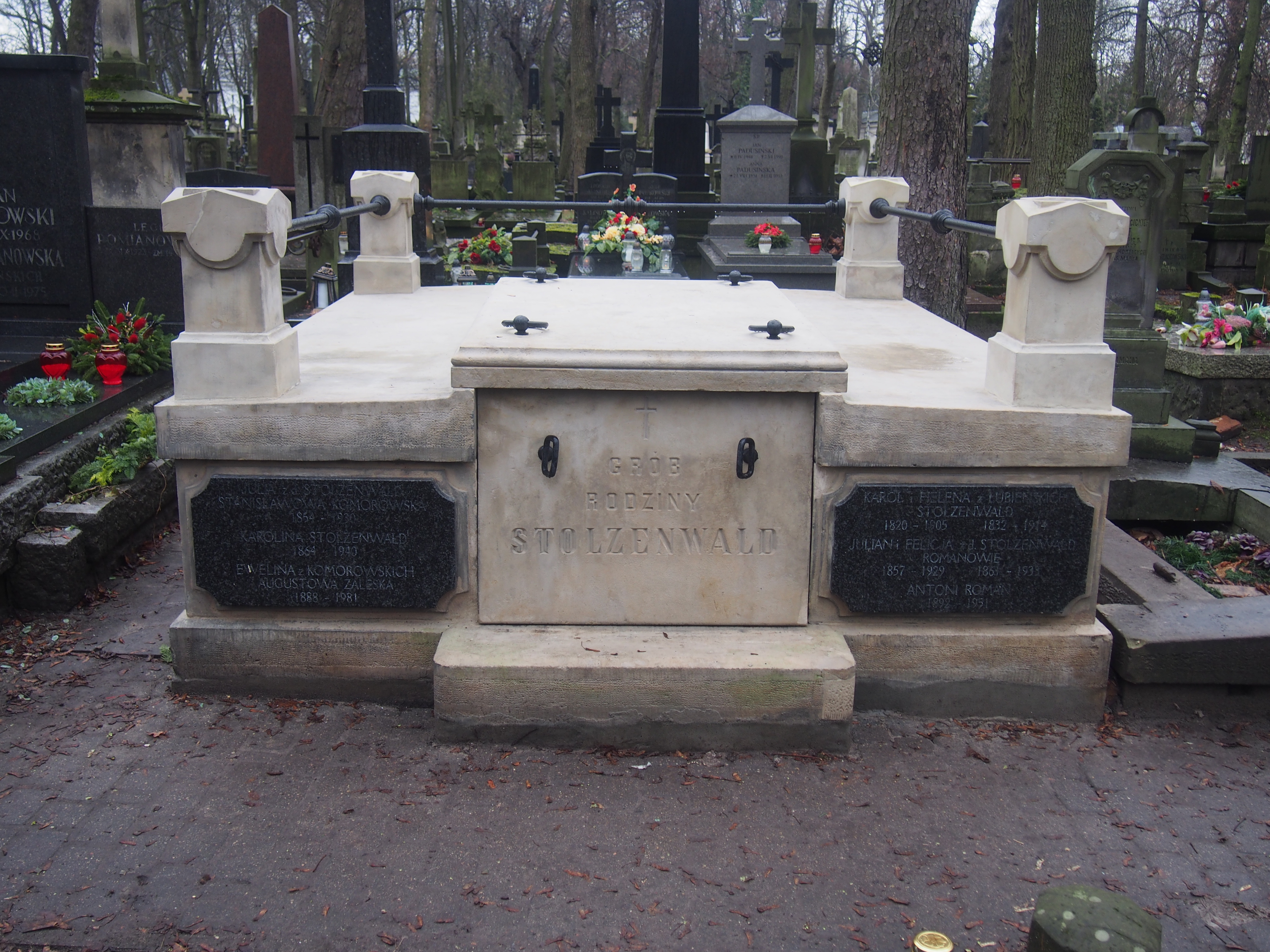
Grób Antoniego Romana po renowacji w 2022 roku

Był żonaty z Marią z Załęskich (1900–1977), siostrą dyplomaty Macieja Załęskiego; nie miał dzieci.

## Ordery i odznaczenia
- Krzyż Komandorski Orderu Odrodzenia Polski (10 listopada 1933)[5][6]
- Krzyż Oficerski Orderu Odrodzenia Polski (27 listopada 1929)[5][7]
- Złoty Krzyż Zasługi (12 lipca 1929)[8]
- Medal Dziesięciolecia Odzyskanej Niepodległości[5]
- Order Korony I klasy (Belgia)[5]
- Order Gwiazdy Białej I klasy (Estonia, 1937)[9]
- Order Gwiazdy Polarnej I klasy (Szwecja)[5]
- Order Leopolda II (Belgia)[5]
- Order Legii Honorowej II klasy (Francja)[5][10]
- Order Świętego Sawy II klasy (Jugosławia)[5]
- Order Zasługi Cywilnej II klasy (Bułgaria, 1932)[5][11]
- Order Zasługi Cywilnej II klasy (Hiszpania)[5]
- Order Korony Rumunii II klasy (Rumunia, 1933)[12]
- Order Wazów II klasy (Szwecja, 1934)[10][13]
- Order Wazów III klasy (Szwecja)[5]
- Order Gwiazdy Rumunii III klasy (Rumunia)[5]
- Order Korony Rumunii III klasy (Rumunia)[5]
- Order Krzyża Orła III klasy (Estonia, 1933)[5][14]
- Order Trzech Gwiazd (Łotwa, 1937)[15]